# Bistrica, Bitola
Bistrica (makedonska: Бистрица) är en ort i Nordmakedonien. Den ligger i den södra delen av landet, 110 kilometer söder om huvudstaden Skopje. Bistrica ligger 600 meter över havet och antalet invånare är 4 798.